# انتونی واترز (ورزشکار)
انتونی واترز (انگلیسی: Anthony Waters; ۱۰ آوریل ۱۹۲۸ – ۲۰ نوامبر ۱۹۸۷) بازیکن هاکی روی چمن اهل استرالیا بود.